# Gottfried van Swieten
Gottfried van Swieten (Leida, 29 de outubro de 1733 – Viena, 29 de março de 1803) foi uma aristocrata neerlandês, servindo o Sacro Império Romano-Germânico. Ele hoje é lembrado principalmente por sua amizade, parceria e patrocínio com vários grandes compositores para música clássica, incluindo Joseph Haydn, Wolfgang Amadeus Mozart, e Ludwig van Beethoven. Foi um grande admirador de Georg Friedrich Händel e Johann Sebastian Bach e possuía uma grande biblioteca de partituras dos dois maestros. Mozart descoberta na biblioteca as obras de Bach. Van Swieten escreveu, por exemplo, o texto de A Criação por Joseph Haydn, é baseado no livro do Gênesis, o Livro de Salmos e do poema Paraíso Perdido, de John Milton.